# Heavy Tiger
Heavy Tiger var ett svenskt rockband från Stockholm. Bandet har gjort två studioalbum.
Bandet grundades 2010 av sångaren och gitarristen Maja Linn Samuelsson. Namnet "Heavy Tiger" kommer från det finska bandet The Flaming Sideburns som har en låttitel med det namnet.
2012 gjorde bandet sin TV-debut i webserien FRÄNG, där de skrev en låt ihop med Ebbot, och framförde den senare samma dag tillsammans inför publik. 

2015 medverkade de i det  TV-programmet Sommarkrysset på TV4.. 
Den 27 oktober 2019 meddelade bandets medlemmar att de beslutat att lägga ner bandet.

## Stil
Heavy Tiger spelade en blandning av rock från 1970-talet och rock 'n' roll. Sara Frendin nämnde i en intervju med den tyska tidningen Rock Hard band som Thin Lizzy, Hurriganes, AC/DC och  Rolling Stones som musikaliska influenser.

## Medlemmar
- Maja Linn Samuelsson – sång, gitarr (2010–2019)
- Sara Frendin – basgitarr, körsång (2010–2019)
- Astrid Carsbring – trummor, körsång (2010–2019)

## Diskografi
Studioalbum
- 2014: Saigon Kiss (LP, High Roller Records)
- 2017-03-24: Glitter

EP
- 2013: Talk of the Town (7" vinyl, Ghost Highway Records)
- 2016-09-30: Devil May Care